# Ski Classics 2012
Die Ski Classics 2012 waren die zweite Austragung der Wettkampfserie im Skilanglauf. Sie umfasste sieben Skimarathons, die in klassischer Technik ausgetragen wurden. Die Serie begann am 8. Januar 2012 in Bedřichov mit dem Isergebirgslauf und endete am 31. März 2012 mit dem Finale in Vålådalen, nachdem das ursprünglich als letzte Rennen vorgesehene Norefjellsrennet in Norwegen witterungsbedingt abgesagt werden musste.
Neu in den Kalender der Serie aufgenommen wurde der Tartu Maraton in Estland.
Sieger der Gesamtwertung wurden Anders Aukland bei den Männern und Jenny Hansson bei den Frauen.

## Männer

### Ergebnisse
| 1. Ski Classics in Bedřichov – Isergebirgslauf | 1. Ski Classics in Bedřichov – Isergebirgslauf | 1. Ski Classics in Bedřichov – Isergebirgslauf | 1. Ski Classics in Bedřichov – Isergebirgslauf | 1. Ski Classics in Bedřichov – Isergebirgslauf |
| ---------------------------------------------- | ---------------------------------------------- | ---------------------------------------------- | ---------------------------------------------- | ---------------------------------------------- |
| Datum                                          | Disziplin                                      | Erster Platz                                   | Zweiter Platz                                  | Dritter Platz                                  |
| 8. Januar 2012                                 | 50 km klassisch                                | Stanislav Řezáč                                | Jimmie Johnsson                                | Jørgen Aukland                                 |

| 2. Ski Classics im Val di Fiemme und Val di Fassa – Marcialonga | 2. Ski Classics im Val di Fiemme und Val di Fassa – Marcialonga | 2. Ski Classics im Val di Fiemme und Val di Fassa – Marcialonga | 2. Ski Classics im Val di Fiemme und Val di Fassa – Marcialonga | 2. Ski Classics im Val di Fiemme und Val di Fassa – Marcialonga |
| --------------------------------------------------------------- | --------------------------------------------------------------- | --------------------------------------------------------------- | --------------------------------------------------------------- | --------------------------------------------------------------- |
| Datum                                                           | Disziplin                                                       | Erster Platz                                                    | Zweiter Platz                                                   | Dritter Platz                                                   |
| 29. Januar 2012                                                 | 70 km klassisch                                                 | Jørgen Aukland                                                  | Anders Aukland                                                  | Stanislav Řezáč                                                 |

| 3. Ski Classics in Oberammergau – König-Ludwig-Lauf | 3. Ski Classics in Oberammergau – König-Ludwig-Lauf | 3. Ski Classics in Oberammergau – König-Ludwig-Lauf | 3. Ski Classics in Oberammergau – König-Ludwig-Lauf | 3. Ski Classics in Oberammergau – König-Ludwig-Lauf |
| --------------------------------------------------- | --------------------------------------------------- | --------------------------------------------------- | --------------------------------------------------- | --------------------------------------------------- |
| Datum                                               | Disziplin                                           | Erster Platz                                        | Zweiter Platz                                       | Dritter Platz                                       |
| 5. Februar 2012                                     | 50 km klassisch                                     | Stanislav Řezáč                                     | Jerry Ahrlin                                        | Jørgen Aukland                                      |

| 4. Ski Classics in Otepää – Tartu Maraton | 4. Ski Classics in Otepää – Tartu Maraton | 4. Ski Classics in Otepää – Tartu Maraton | 4. Ski Classics in Otepää – Tartu Maraton | 4. Ski Classics in Otepää – Tartu Maraton |
| ----------------------------------------- | ----------------------------------------- | ----------------------------------------- | ----------------------------------------- | ----------------------------------------- |
| Datum                                     | Disziplin                                 | Erster Platz                              | Zweiter Platz                             | Dritter Platz                             |
| 19. Februar 2012                          | 63 km klassisch                           | Jörgen Brink                              | Daniel Rickardsson                        | Jimmie Johnsson                           |

| 5. Ski Classics von Sälen nach Mora – Wasalauf | 5. Ski Classics von Sälen nach Mora – Wasalauf | 5. Ski Classics von Sälen nach Mora – Wasalauf | 5. Ski Classics von Sälen nach Mora – Wasalauf | 5. Ski Classics von Sälen nach Mora – Wasalauf |
| ---------------------------------------------- | ---------------------------------------------- | ---------------------------------------------- | ---------------------------------------------- | ---------------------------------------------- |
| Datum                                          | Disziplin                                      | Erster Platz                                   | Zweiter Platz                                  | Dritter Platz                                  |
| 4. März 2012                                   | 90 km klassisch                                | Jörgen Brink                                   | Daniel Tynell                                  | Stanislav Řezáč                                |

| 6. Ski Classics von Rena nach Lillehammer – Birkebeinerrennet | 6. Ski Classics von Rena nach Lillehammer – Birkebeinerrennet | 6. Ski Classics von Rena nach Lillehammer – Birkebeinerrennet | 6. Ski Classics von Rena nach Lillehammer – Birkebeinerrennet | 6. Ski Classics von Rena nach Lillehammer – Birkebeinerrennet |
| ------------------------------------------------------------- | ------------------------------------------------------------- | ------------------------------------------------------------- | ------------------------------------------------------------- | ------------------------------------------------------------- |
| Datum                                                         | Disziplin                                                     | Erster Platz                                                  | Zweiter Platz                                                 | Dritter Platz                                                 |
| 17. März 2012                                                 | 54 km klassisch                                               | Anders Aukland                                                | Roger Aa Djupvik                                              | Espen Harald Bjerke                                           |

| Ski Classics Final in Norefjell – Norefjellsrennet | Ski Classics Final in Norefjell – Norefjellsrennet | Ski Classics Final in Norefjell – Norefjellsrennet | Ski Classics Final in Norefjell – Norefjellsrennet | Ski Classics Final in Norefjell – Norefjellsrennet |
| -------------------------------------------------- | -------------------------------------------------- | -------------------------------------------------- | -------------------------------------------------- | -------------------------------------------------- |
| Datum                                              | Disziplin                                          | Erster Platz                                       | Zweiter Platz                                      | Dritter Platz                                      |
| 31. März 2012                                      | 43 km klassisch                                    | ausgefallen                                        | ausgefallen                                        | ausgefallen                                        |

| Ski Classics Final in Vålådalen (Ersatz für Norefjellsrennet) | Ski Classics Final in Vålådalen (Ersatz für Norefjellsrennet) | Ski Classics Final in Vålådalen (Ersatz für Norefjellsrennet) | Ski Classics Final in Vålådalen (Ersatz für Norefjellsrennet) | Ski Classics Final in Vålådalen (Ersatz für Norefjellsrennet) |
| ------------------------------------------------------------- | ------------------------------------------------------------- | ------------------------------------------------------------- | ------------------------------------------------------------- | ------------------------------------------------------------- |
| Datum                                                         | Disziplin                                                     | Erster Platz                                                  | Zweiter Platz                                                 | Dritter Platz                                                 |
| 31. März 2012                                                 | 53 km klassisch                                               | Anders Aukland                                                | Jörgen Brink                                                  | Mathias Fredriksson                                           |

### Gesamtwertung
| |                        |        |
| \| Rang \| Name \| Punkte \| \| ---- \| ---------------------- \| ------ \| \| 1. \| Anders Aukland \| 822 \| \| 2. \| Stanislav Řezáč \| 820 \| \| 3. \| Jörgen Brink \| 714 \| \| 4. \| Jørgen Aukland \| 608 \| \| 5. \| Jimmie Johnsson \| 550 \| \| 6. \| Jerry Ahrlin \| 454 \| \| 7. \| Mathias Fredriksson \| 332 \| \| 8. \| Audun Laugaland \| 326 \| \| 9. \| Kjetil Hagtvedt Dammen \| 314 \| \| 10. \| Arne Post \| 276 \| |                        |        |
| Rang | Name                   | Punkte |
| 1. | Anders Aukland         | 822    |
| 2. | Stanislav Řezáč        | 820    |
| 3. | Jörgen Brink           | 714    |
| 4. | Jørgen Aukland         | 608    |
| 5. | Jimmie Johnsson        | 550    |
| 6. | Jerry Ahrlin           | 454    |
| 7. | Mathias Fredriksson    | 332    |
| 8. | Audun Laugaland        | 326    |
| 9. | Kjetil Hagtvedt Dammen | 314    |
| 10. | Arne Post              | 276    |

## Frauen

### Ergebnisse
| 1. Ski Classics in Bedřichov – Isergebirgslauf | 1. Ski Classics in Bedřichov – Isergebirgslauf | 1. Ski Classics in Bedřichov – Isergebirgslauf | 1. Ski Classics in Bedřichov – Isergebirgslauf | 1. Ski Classics in Bedřichov – Isergebirgslauf |
| ---------------------------------------------- | ---------------------------------------------- | ---------------------------------------------- | ---------------------------------------------- | ---------------------------------------------- |
| Datum                                          | Disziplin                                      | Erster Platz                                   | Zweiter Platz                                  | Dritter Platz                                  |
| 8. Januar 2012                                 | 50 km klassisch                                | Sara Svendsen                                  | Tatjana Mannima                                | Jenny Hansson                                  |

| 2. Ski Classics im Val di Fiemme und Val di Fassa – Marcialonga | 2. Ski Classics im Val di Fiemme und Val di Fassa – Marcialonga | 2. Ski Classics im Val di Fiemme und Val di Fassa – Marcialonga | 2. Ski Classics im Val di Fiemme und Val di Fassa – Marcialonga | 2. Ski Classics im Val di Fiemme und Val di Fassa – Marcialonga |
| --------------------------------------------------------------- | --------------------------------------------------------------- | --------------------------------------------------------------- | --------------------------------------------------------------- | --------------------------------------------------------------- |
| Datum                                                           | Disziplin                                                       | Erster Platz                                                    | Zweiter Platz                                                   | Dritter Platz                                                   |
| 29. Januar 2012                                                 | 70 km klassisch                                                 | Susanne Nyström                                                 | Jenny Hansson                                                   | Stephanie Santer                                                |

| 3. Ski Classics in Oberammergau – König-Ludwig-Lauf | 3. Ski Classics in Oberammergau – König-Ludwig-Lauf | 3. Ski Classics in Oberammergau – König-Ludwig-Lauf | 3. Ski Classics in Oberammergau – König-Ludwig-Lauf | 3. Ski Classics in Oberammergau – König-Ludwig-Lauf |
| --------------------------------------------------- | --------------------------------------------------- | --------------------------------------------------- | --------------------------------------------------- | --------------------------------------------------- |
| Datum                                               | Disziplin                                           | Erster Platz                                        | Zweiter Platz                                       | Dritter Platz                                       |
| 5. Februar 2012                                     | 50 km klassisch                                     | Susanne Nyström                                     | Jenny Hansson                                       | Seraina Boner                                       |

| 4. Ski Classics in Otepää – Tartu Maraton | 4. Ski Classics in Otepää – Tartu Maraton | 4. Ski Classics in Otepää – Tartu Maraton | 4. Ski Classics in Otepää – Tartu Maraton | 4. Ski Classics in Otepää – Tartu Maraton |
| ----------------------------------------- | ----------------------------------------- | ----------------------------------------- | ----------------------------------------- | ----------------------------------------- |
| Datum                                     | Disziplin                                 | Erster Platz                              | Zweiter Platz                             | Dritter Platz                             |
| 19. Februar 2012                          | 63 km klassisch                           | Susanne Nyström                           | Jenny Hansson                             | Seraina Boner                             |

| 5. Ski Classics von Sälen nach Mora – Wasalauf | 5. Ski Classics von Sälen nach Mora – Wasalauf | 5. Ski Classics von Sälen nach Mora – Wasalauf | 5. Ski Classics von Sälen nach Mora – Wasalauf | 5. Ski Classics von Sälen nach Mora – Wasalauf |
| ---------------------------------------------- | ---------------------------------------------- | ---------------------------------------------- | ---------------------------------------------- | ---------------------------------------------- |
| Datum                                          | Disziplin                                      | Erster Platz                                   | Zweiter Platz                                  | Dritter Platz                                  |
| 4. März 2012                                   | 90 km klassisch                                | Vibeke Skofterud                               | Laila Kveli                                    | Seraina Boner                                  |

| 6. Ski Classics von Rena nach Lillehammer – Birkebeinerrennet | 6. Ski Classics von Rena nach Lillehammer – Birkebeinerrennet | 6. Ski Classics von Rena nach Lillehammer – Birkebeinerrennet | 6. Ski Classics von Rena nach Lillehammer – Birkebeinerrennet | 6. Ski Classics von Rena nach Lillehammer – Birkebeinerrennet |
| ------------------------------------------------------------- | ------------------------------------------------------------- | ------------------------------------------------------------- | ------------------------------------------------------------- | ------------------------------------------------------------- |
| Datum                                                         | Disziplin                                                     | Erster Platz                                                  | Zweiter Platz                                                 | Dritter Platz                                                 |
| 17. März 2012                                                 | 54 km klassisch                                               | Seraina Boner                                                 | Stephanie Santer                                              | Jenny Hansson                                                 |

| Ski Classics Final in Norefjell – Norefjellsrennet | Ski Classics Final in Norefjell – Norefjellsrennet | Ski Classics Final in Norefjell – Norefjellsrennet | Ski Classics Final in Norefjell – Norefjellsrennet | Ski Classics Final in Norefjell – Norefjellsrennet |
| -------------------------------------------------- | -------------------------------------------------- | -------------------------------------------------- | -------------------------------------------------- | -------------------------------------------------- |
| Datum                                              | Disziplin                                          | Erster Platz                                       | Zweiter Platz                                      | Dritter Platz                                      |
| 31. März 2012                                      | 43 km klassisch                                    | ausgefallen                                        | ausgefallen                                        | ausgefallen                                        |

| Ski Classics Final in Vålådalen (Ersatz für Norefjellsrennet) | Ski Classics Final in Vålådalen (Ersatz für Norefjellsrennet) | Ski Classics Final in Vålådalen (Ersatz für Norefjellsrennet) | Ski Classics Final in Vålådalen (Ersatz für Norefjellsrennet) | Ski Classics Final in Vålådalen (Ersatz für Norefjellsrennet) |
| ------------------------------------------------------------- | ------------------------------------------------------------- | ------------------------------------------------------------- | ------------------------------------------------------------- | ------------------------------------------------------------- |
| Datum                                                         | Disziplin                                                     | Erster Platz                                                  | Zweiter Platz                                                 | Dritter Platz                                                 |
| 31. März 2012                                                 | 53 km klassisch                                               | Seraina Boner                                                 | Sara Svendsen                                                 | Laila Kveli                                                   |

### Gesamtwertung
| |                      |        |
| \| Rang \| Name \| Punkte \| \| ---- \| -------------------- \| ------ \| \| 1. \| Jenny Hansson \| 910 \| \| 2. \| Susanne Nyström \| 902 \| \| 3. \| Seraina Boner \| 760 \| \| 4. \| Sara Svendsen \| 736 \| \| 5. \| Laila Kveli \| 670 \| \| 6. \| Stephanie Santer \| 570 \| \| 7. \| Antonella Confortola \| 344 \| \| 8. \| Ursina Badilatti \| 116 \| \| 9. \| Klára Moravcová \| 64 \| \| 10. \| Mari Riseth Guin \| 52 \| |                      |        |
| Rang | Name                 | Punkte |
| 1. | Jenny Hansson        | 910    |
| 2. | Susanne Nyström      | 902    |
| 3. | Seraina Boner        | 760    |
| 4. | Sara Svendsen        | 736    |
| 5. | Laila Kveli          | 670    |
| 6. | Stephanie Santer     | 570    |
| 7. | Antonella Confortola | 344    |
| 8. | Ursina Badilatti     | 116    |
| 9. | Klára Moravcová      | 64     |
| 10. | Mari Riseth Guin     | 52     |